# شهرستان کووشینوفسکی
شهرستان کووشینوفسکی (به لاتین: Kuvshinovsky District) یک شهرستان در روسیه است که در استان تور واقع شده‌است.